# افزودنی‌ها-محدودشده-اوبونتو
افزودنی‌ها-محدودشده-اوبونتو (به انگلیسی: ubuntu-restricted-extras) یک بسته نرم‌افزاری برای سیستم‌عامل مبتنی بر لینوکس اوبونتو است که به کاربر اجازه نصب نرم‌افزار ضروری که از پیش بخاطر مسائل قانونی و حق تکثیر گنجانده نشده‌است را می‌دهد.
این یک فرابسته است که موارد زیر را نصب می‌کند:
- پشتیبانی از ام‌پی‌تری و بازنواخت دی‌وی‌دی رمزنگاری نشده
- هستهٔ قلم‌های توروتایپ مایکروسافت
- افزونه فلش
- کدک‌های فایل‌های صوتی و تصویری رایج

## محتویات
افزودنی‌ها-محدودشده-اوبونتو یک فرابسته است و وابستگی‌های زیر را دارد:
- flashplugin-installer
- gstreamer0.10-ffmpeg
- gstreamer0.10-fluendo-mp3
- gstreamer0.10-pitfdll
- gstreamer0.10-plugins-bad
- gstreamer0.10-plugins-ugly
- gstreamer0.10-plugins-bad-multiverse
- gstreamer0.10-plugins-ugly-multiverse
- icedtea6-plugin
- libavcodec-extra-52
- libmp4v2-0
- ttf-mscorefonts-installer
- unrar

از اوبونتو ۱۰٫۱۰ (میمون پوزه دراز مستقل) چند تا از این وابستگی‌ها به‌طور غیرمستقیم بواسطه فرابسته دیگری بنام افزونه‌ها-محدودشده-اوبونتو گنجانده شده‌است.

## گنجایش
بخاطر وضعیت قانونی نرم‌افزار گنجانده شده در افزودنی‌ها-محدودشده-اوبونتو، این بسته به صورت پیش‌فرض روی هیچ‌کدام از سی‌دی‌های اوبونتو گنجانده نشده‌است. هرچند، چند تا از توزیع‌ها، مانند سوپر اواس، پینگای اواس و ریومپ‌لینوکس این بسته را روی سی‌دی‌ها یا دی‌وی‌دی‌های نصب‌شان می‌بندند.